# 板津直剛
板津 直剛（いたづ なおかた、1890年（明治23年）1月3日 - 1963年（昭和38年）3月26日）は、大日本帝国陸軍軍人。最終階級は陸軍少将。

## 経歴
1890年（明治23年）に富山県で生まれた。陸軍士官学校第24期卒業。1939年（昭和14年）3月に独立歩兵第13大隊長に就任し、1940年（昭和15年）6月19日に歩兵第161連隊長（南支那方面軍・第104師団・歩兵第132旅団）に転じ、華南戦線に出動。同年8月1日に陸軍歩兵大佐に進級し、1943年（昭和18年）8月に長野連隊区司令官に就任した。
1945年（昭和20年）3月31日に長野地区司令部部員となり、6月10日に陸軍少将に進級した。7月5日に長野師管区兵務部長に就任し、終戦を迎えた。
1947年（昭和22年）11月28日、公職追放仮指定を受けた。